# Зелене (Кальміуський район)
Зеле́не — село в Україні, у Кальміуській міській громаді Кальміуського району Донецької області. Населення становить 67 осіб.

## Загальні відомості
Відстань до райцентру становить близько 20 км і проходить автошляхом Т 0508.
Із 2014 р. внесено до переліку населених пунктів на Сході України, на яких тимчасово не діє українська влада.

## Населення
За даними перепису 2001 року населення села становило 67 осіб, із них 71,64 % зазначили рідною мову українську та 20,9 % — російську.